# Moncef Marzouki

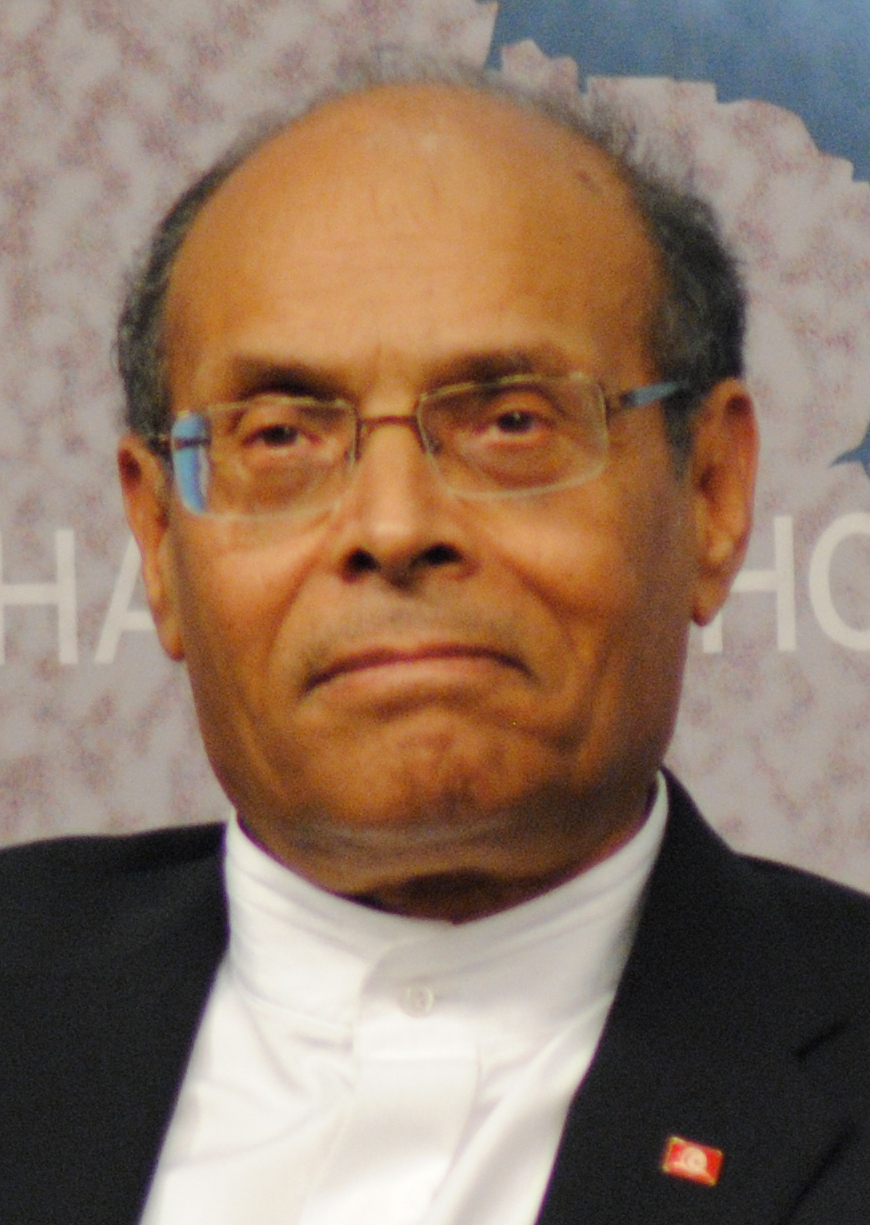
Moncef Marzouki (2012)

Moncef Marzouki (arabisch المنصف المرزوقي, al-Munṣif al-Marzūqī), mit vollständigem Namen Moncef ben Mohamed Bedoui-Marzouki (* 7. Juli 1945 in Grombalia, Gouvernement Nabeul) ist ein tunesischer Politiker, Menschenrechtsaktivist und Mediziner. Marzouki war vom 12. Dezember 2011 bis zum 31. Dezember 2014 Interims-Präsident Tunesiens. Er war von der verfassunggebenden Versammlung gewählt worden und hatte das Amt bis zur Wahl eines Nachfolgers inne, der nach der neuen Verfassung von 2014 direkt gewählt wurde. Bei der Präsidentschaftswahl am 23. November 2014 trat Marzouki für eine reguläre Amtszeit an und zog mit gut 33 Prozent der Stimmen in die Stichwahl am 21. Dezember 2014 ein, unterlag darin jedoch seinem Herausforderer Beji Caid Essebsi mit 44,32 zu 55,68 Prozent der Stimmen. Essebsi löste Marzouki am 31. Dezember 2014 im Amt ab.
Im Jahr 1973 schloss Marzouki sein Medizinstudium an der Universität Straßburg ab, wo er anschließend als Assistenzarzt arbeitete. 1979 kehrte er in sein Heimatland zurück und engagierte sich ab 1980 für die Ligue tunisienne des droits de l’homme (LTDH), die tunesische Menschenrechtsliga, deren Präsident er von 1989 bis 1994 war. Von 1981 bis 2000 arbeitete Marzouki als Medizinprofessor an der Universität von Sousse.
1994 verbrachte Marzouki vier Monate im Gefängnis, nachdem er versucht hatte, bei der Präsidentschaftswahl gegen den autokratisch herrschenden Zine El Abidine Ben Ali anzutreten. Marzouki gründete nach seiner Flucht nach Frankreich 2001 die linksgerichtete und bis 2011 verbotene Oppositionspartei Kongress für die Republik (CPR).
Am 17. Januar 2011 machte er bekannt, dass er bei den für März angekündigten vorgezogenen Wahlen für das Amt des tunesischen Präsidenten kandidieren wollte, die nach der Flucht von Präsident Ben Ali im Zuge der Revolution in Tunesien 2010/2011 erforderlich geworden waren, dann aber zugunsten der Ausarbeitung einer Verfassung durch eine verfassunggebende Versammlung zurückgestellt wurden.
Nach der Wahl zur Verfassunggebenden Versammlung Tunesiens 2011 einigten sich die nach der Wahl mit 89 Sitzen stärkste Partei Ennahda und die Kongresspartei am 15. November auf Marzouki als Übergangspräsidenten. Am 12. Dezember 2011 wurde Marzouki von der Verfassunggebenden Versammlung zum Staatspräsidenten gewählt. Ursprünglich war geplant, dass er das Amt ein Jahr innehaben würde, danach sollte es nach der noch zu beschließenden Verfassung reguläre Präsidentschaftswahlen geben. Tatsächlich dauerte der Prozess jedoch deutlich länger. Marzouki sah sich mit zahlreichen innen- und außenpolitischen Herausforderungen konfrontiert. Seine Partei, die gemeinsam mit der islamisch ausgerichteten Ennahda-Partei und der säkular-sozialdemokratischen Ettakatol die „Troika“-Regierung formte, geriet durch die wenig erfolgreiche Regierungsarbeit in starke Schwierigkeiten. Bis Oktober 2014 verließen 17 ihrer 29 Abgeordneten die Partei und gründeten teilweise neue politische Kräfte. Als die neue Verfassung Ende Januar 2014 endlich beschlossen wurde, bezeichnete Marzouki dies als „Sieg der Revolution über die Diktatur“. Bei der Parlamentswahl im Oktober 2014 wurde Marzoukis CPR stark geschwächt und entsendet nur noch vier Abgeordnete in das neue Parlament.
Marzouki trat bei der Präsidentschaftswahl in Tunesien 2014 zur Wiederwahl für eine reguläre Amtszeit nach der neuen Verfassung an. Er wurde von der islamisch ausgerichteten Partei Ennahda zwar nicht offiziell, aber weitgehend unterstützt. Im ersten Wahlgang am 23. November erreichte er mit 33,43 Prozent der Stimmen den zweiten Platz hinter Essebsi mit gut 39 Prozent und zog damit in die Stichwahl am 21. Dezember 2014 ein. In dieser unterlag er mit 44,32 Prozent der Stimmen gegenüber Essebsi (55,68 Prozent), weshalb ihn dieser in diesem Amt am 31. Dezember 2014 ablöste.